# Boersparv
Boersparv (Passer melanurus) är en fågel i familjen sparvfinkar inom ordningen tättingar. Den förekommer i södra Afrika på savann, i odlingsbygd och städer. Beståndet anses vara livskraftigt.

## Utseende
För att vara en sparv är den medelstor, med en längd av 14–16 cm.  Fjäderdräkten är distinkt, med långa bleka strimmor på huvudet på båda könen. I övrigt är den huvudsakligen grå, brun och kastanjefärgad och hanen har några tydliga svarta och vita markeringar på huvudet och halsen. 

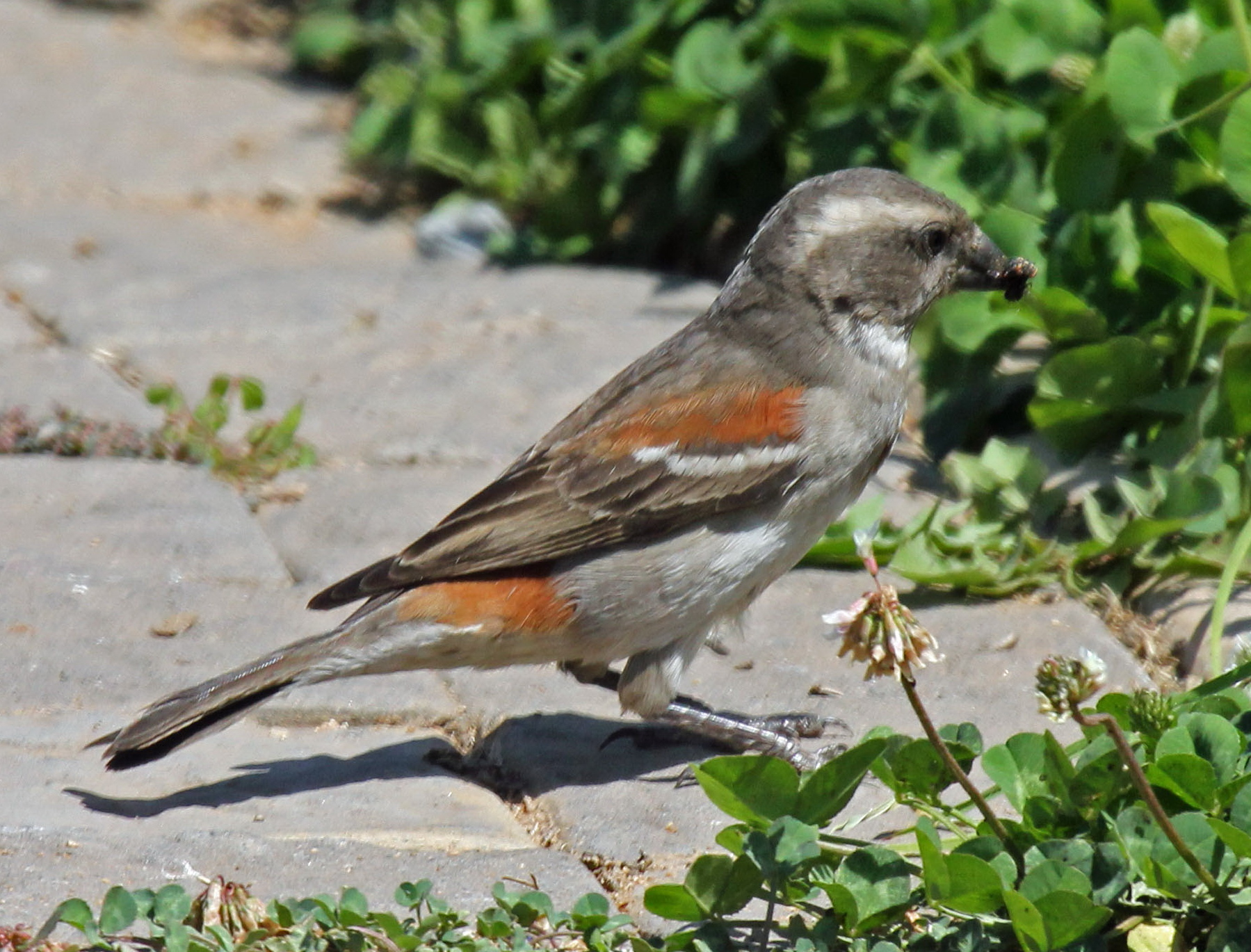
Adult hona
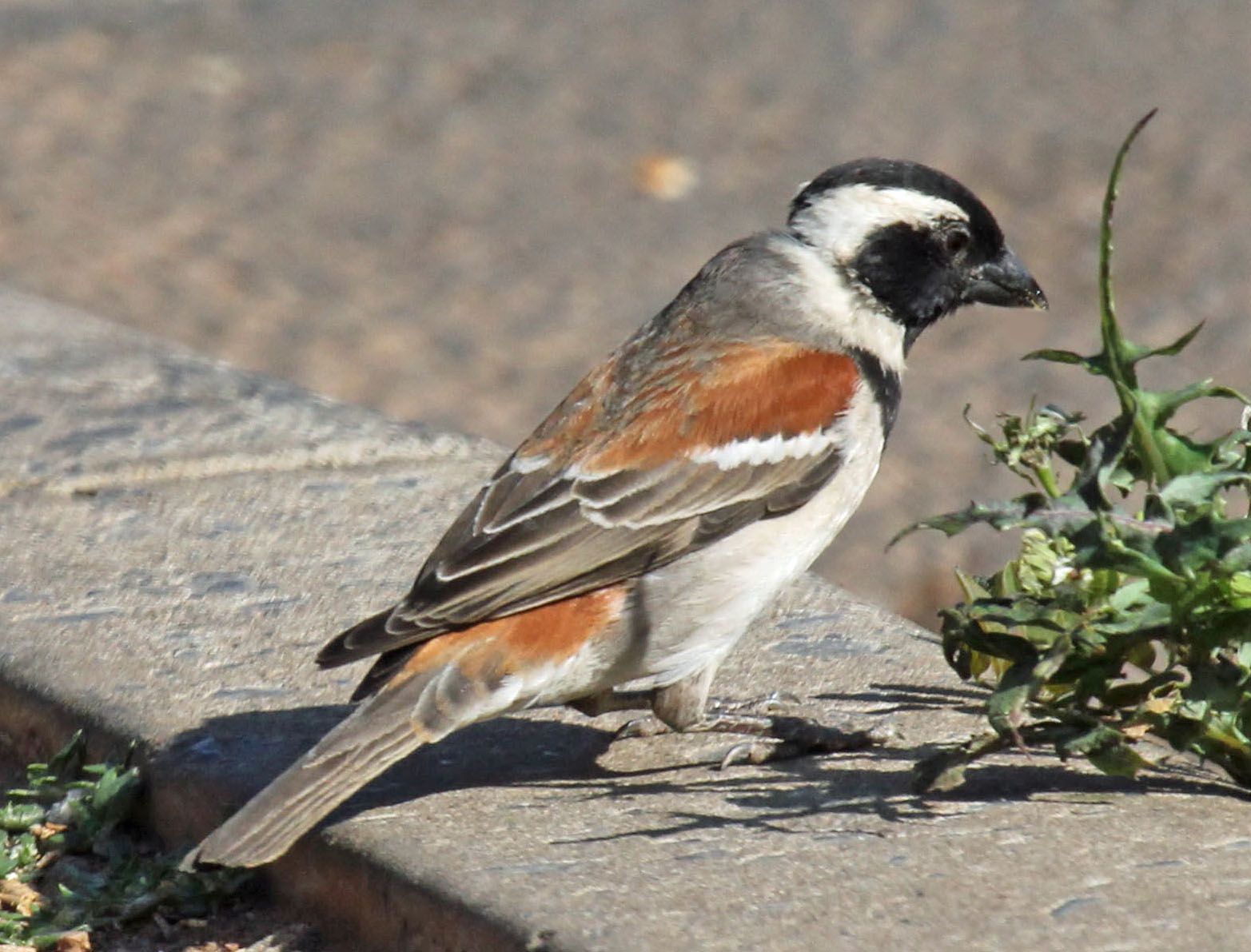
Adult hane

## Utbredning och systematik
Boersparven lever i södra Afrika, från Angolas centrala kust i väster till östra Sydafrika och Swaziland i öster. Den delas in i tre underarter med följande utbredning:
- Passer melanurus damarensis – förekommer från sydvästra Angola till Namibia och österut till Zimbabwe och norra Sydafrika (Norra Kapprovinsen, Nordvästprovinsen och norra Limpopoprovinsen)
- Passer melanurus melanurus – förekommer i sydvästra Sydafrika (södra Norra Kapprovinsen österut till Fristatsprovinsen)
- Passer melanurus vicinus – förekommer i östra Sydafrika (södra Limpopo till östra Fristatsprovinsen, KwaZulu-Natal och Östra Kapprovinsen) och Lesotho

## Levnadssätt
Arten lever på halvtorr savann, odlade områden och i städer. Den äter huvudsakligen frön och därutöver en del insekter och mjuka växtdelar. Fågeln häckar normalt i kolonier och när den inte häckar samlas de i stora nomadiska flockar som förflyttar sig i sökandet efter mat. Boet kan byggas i ett träd, en buske, en hålighet eller ett efterlämnat bo från någon annan art. En typisk kull innehåller tre eller fyra ägg. Båda föräldrarna deltar i häckandet, från bobyggandet till uppfödandet av ungarna. Boersparven är vanlig i större delen av utbredningsområdet och samexisterar i stadsmiljö med de två närbesläktade arterna gråsparv  och sydafrikasparv. 

## Status
Boersparvens population har inte minskat och den hotas inte allvarligt av  människans aktiviteter, så arten betraktas som livskraftig av IUCN.